# Сибірське відділення РАН
Сибірське відділення Російської академії наук (РАН) — об'єднання різних організацій РАН, розташованих в Сибіру.

## Історія
Утворено в травні 1957 року за ініціативою академіків М. О. Лаврентьєва, С. Л. Соболєва і С. О. Християновича під назвою Сибірське відділення Академії наук СРСР (СО АН СССР), сучасна назва з 1991 року. При організації відділення до його складу увійшли наукові установи Західно-Сибірського відділення Академії наук СРСР. Нагороджено орденом «Полярна Зірка» (1999).

## Структура
Складається з Новосибірського, Томського, Красноярського, Іркутського, Якутського, Улан-Удейського, Кемеровського, Тюменського і Омського наукових центрів. Крім того, в Барнаулі, Бійську, Читі та Кизилі розташовані окремі інститути. При цьому приблизно половина зосереджена в Новосибірському науковому центрі.